# Ponyri
Ponyri (in russo Поныри?) è un insediamento di tipo urbano della Russia europea, nell'oblast' di Kursk; è il centro amministrativo del distretto Ponyrovskij.
Si trova 76 km a nord di Kursk.